# Koondrook
Koondrook (802 habitants) est une ville du nord de l'État de Victoria à 301 km au nord-ouest de Melbourne sur le fleuve Murray.
Koondrook est relié par un pont à sa ville jumelle de Barham dans l'État voisin de Nouvelle-Galles du Sud. L'économie du village comprend la production laitière sur les rives du fleuve et la production d'agrumes dans les zones irriguées par le Murray. Le bois des gommiers des forêts environnantes est utilisé dans la production de bois de charpente et de meubles.
La pêche et le camping sont des activités très populaires pour les touristes dans les forêts. Les forêts sont d'importantes zones de reproduction pour les oiseaux sédentaires et des aires de repos pour les oiseaux migrateurs.
Les aborigènes Wemba-Wemba semblent avoir habité la région de Koondrook avant la colonisation par les Européens commencée en 1843. En 1889, une ligne de chemin de fer reliant Koondrook à Kerang et au réseau ferroviaire de Victoria fut ouverte. Elle a été officiellement fermée le 3 mars 1981.